# Ioan-Iustin Talpoș
Iustin Talpoș (n. 18 ianuarie 1976) este un om politic român, ales senator în decembrie 2016.
La alegerile locale din 2016, a candidat din partea PMP pentru primăria municipiului Baia Mare, dar nu a câștigat. La alegerile legislative din același an, a fost al doilea pe lista partidului său pentru Senat, și a fost ales senator. 
În mai 2018, senatorul Ioan-Iustin Talpoș, a părăsit PMP și s-a înscris în partidul PSD.
Din luna martie a anului 2019 Iustin Talpoș face parte din UNPR.